# Salomon Stricker
Salomon Stricker (født 1. januar 1834 i Waag Neustadtl i Ungarn, død 2. april 1898 i Wien) var en østerrigsk patolog.
Stricker studerede i Wien og var frivillig assistent hos Brücke 1855—58, blev derefter reservelæge ved Allgemeines Krankenhaus og docent i embryologi 1862. Året efter ansattes han fast hos Brücke, men knyttedes 1866 til Oppolzers klinik som fysiologisk eksperimentator, indtil han 1868 udnævntes til professor i eksperimentel patologi og forstander for det af ham grundlagte eksperimental-patologiske institut.
Hans undersøgelser drejer sig om så forskellige ting som tudsernes udviklingshistorie, de røde blodlegemers diapedese, karvæggenes kontraktion, hornhindens histologi og meget andet. Han var den første, der viste mikroskopiske snit i projektionsapparatet, og han opfandt en metode til at hærde vævsdele og indsmelte dem i gummi eller voks, så at de kunde skæres med kniv i hånden.
Han skrev: Handbuch der Lehre von den Geweben des Menschen und der Tiere, I—II (1868—70); Vorlesungen über allgemeine und experimentelle Pathologie, I—III (1877—83); Neuroelektrische Studien (1883); Allgemeine Pathologie der Infektionskrankheiten (1886), Das Zuckungsgesetz (1881) og Über Bewegungsvorstellungen (1882).